# Jumbo Hostel

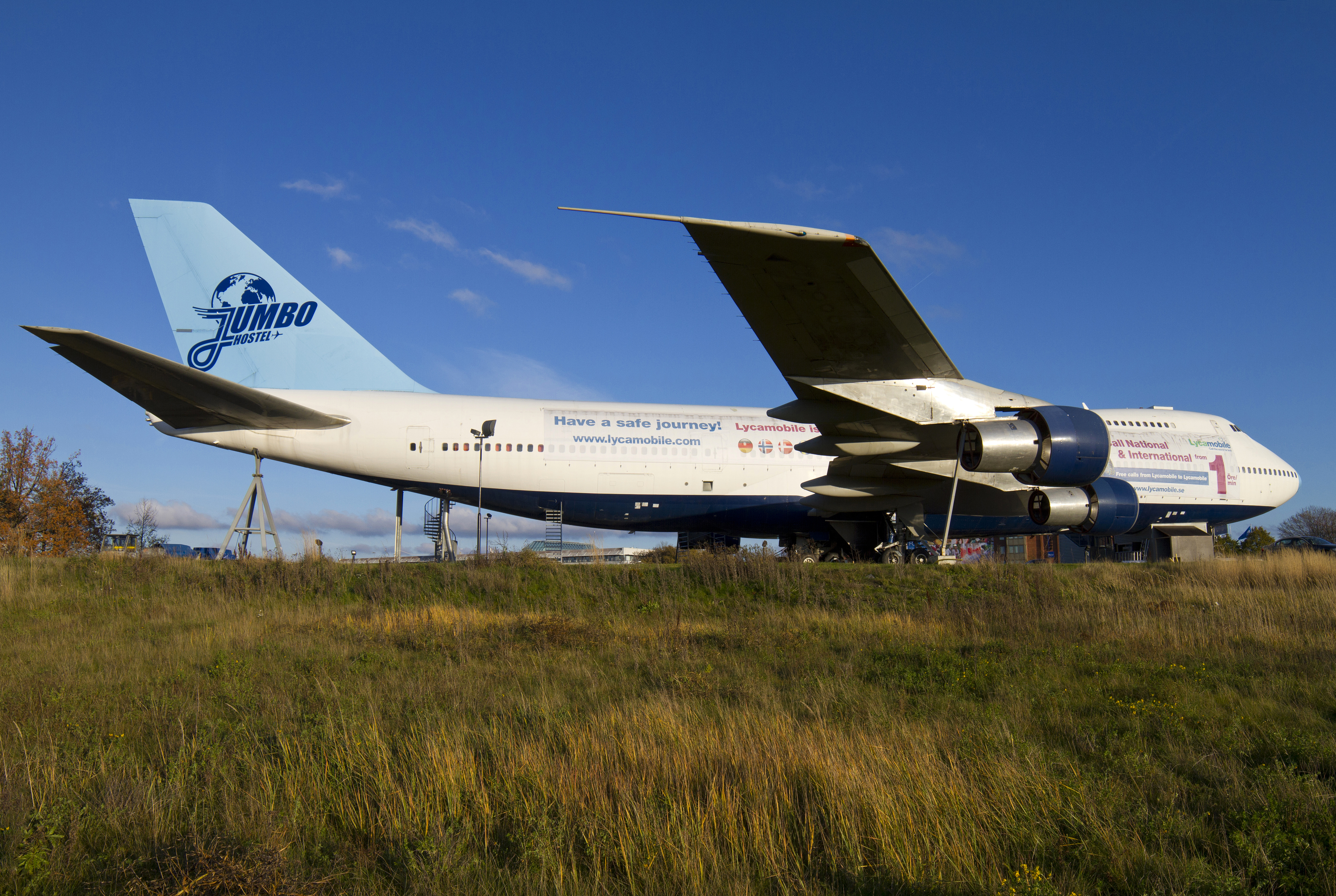
Jumbo Stay, vid infarten till Arlanda Flygplats.

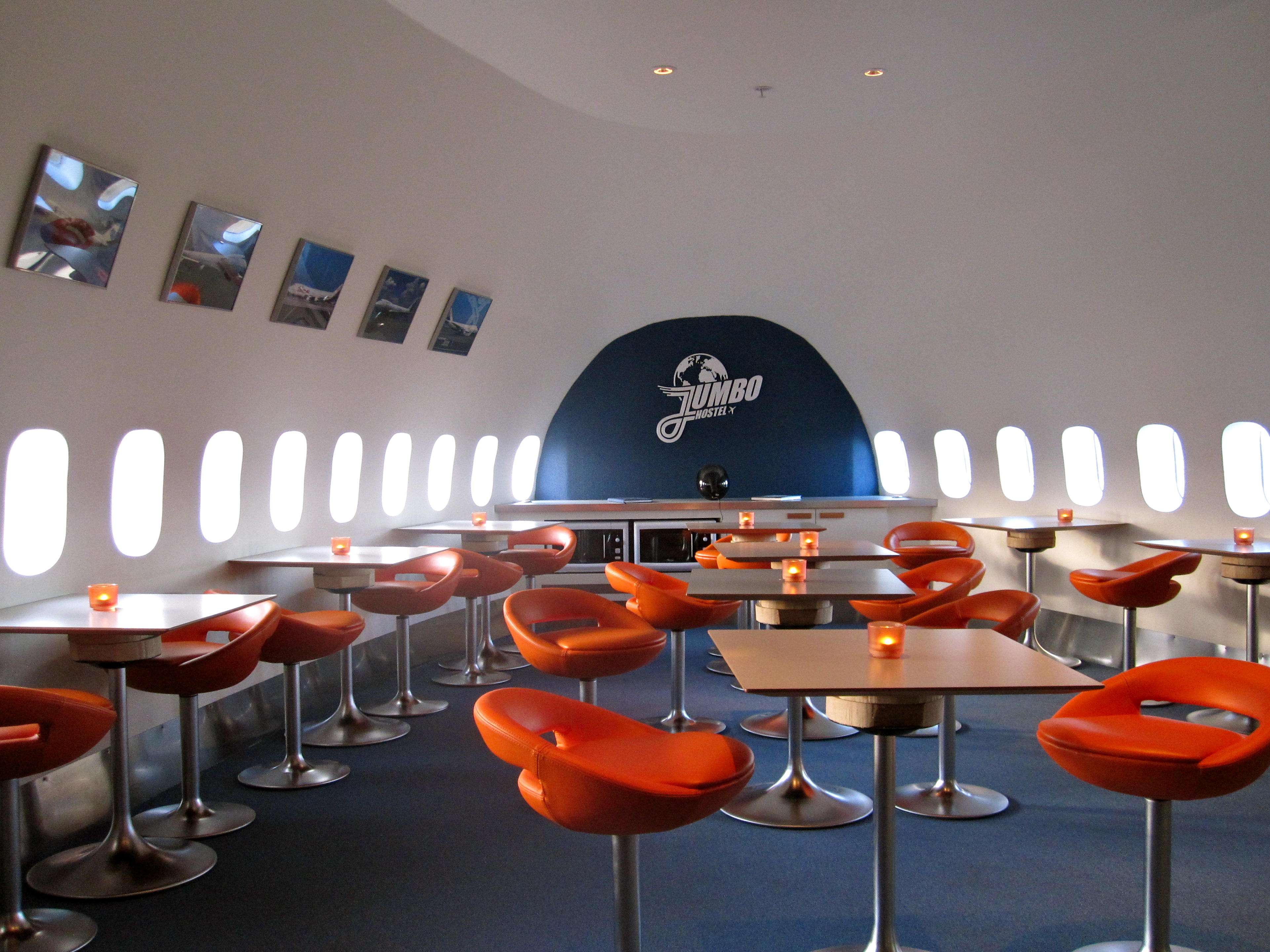
Vandrarhemmets lobby.

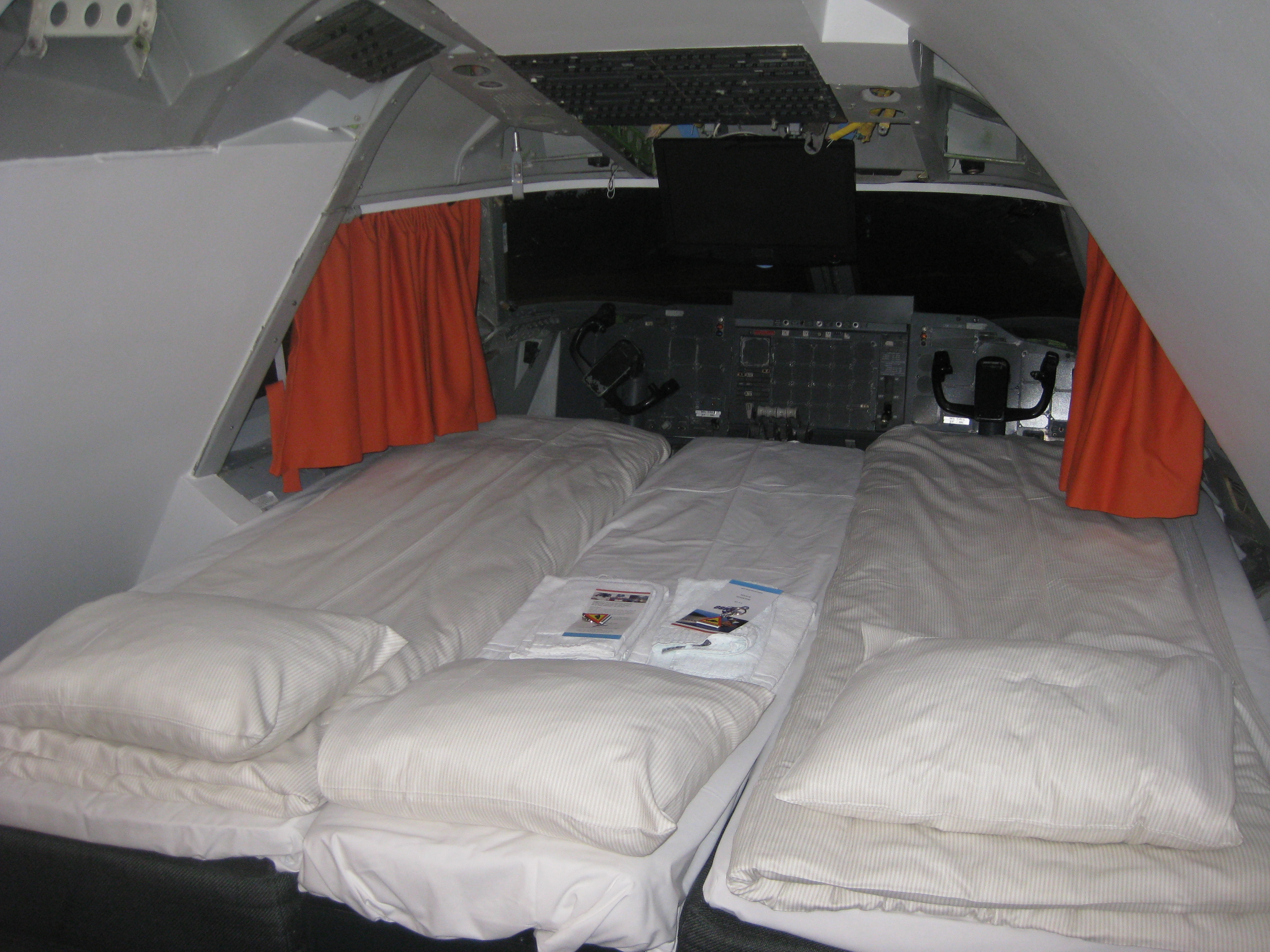
Bröllopssviten (rum 747) inhyst i flygplanets förarkabin.

Jumbo Stay var ett vandrarhem på Arlanda 2009–2025. Vandrarhemmet var inhyst i ett ombyggt passagerarflygplan av typen Boeing 747-212B som står parkerad utanför Arlandas terminaler. Grundare och ägare var Oscar Diös och hans företag.
Vandrarhemmet hade 33 rum, med totalt 80 bäddar. Rummen var ca 6 m² stora, med en takhöjd på 3 meter. Flygplanets förarkabin byggdes om till en bröllopssvit med rumsnummer 747. Rummet hade dubbelsäng samt egen toalett och dusch. I de tidigare motorerna gjordes dubbelrum med ingång framifrån. I de före detta hjulhusen gjordes också fyra stycken enkelrum, alla med privat wc. Även ett soldäck byggdes till. En del originalinredning behölls, såsom bagagelådor.

## Historia
Flygplanet byggdes 1976 för Singapore Airlines, men har även flugits av bland andra Pan Am och svenska Transjet som ägde planet till 2002, då det togs ur trafik och hamnade på Arlanda. Att skrota flygplanet ansågs då vara för kostsamt, så det blev stående tills Oscar Diös flera år senare fick vetskap om det och köpte det. År 2007–2008 påbörjade Diös ombyggnaden av flygplanet. Den gamla inredningen togs ur, och hela planet byggdes om för att möta standardkraven på isolering och klimatanpassning.
Den 27 augusti 2008 bogserades flygplanet till sin nuvarande position vid infarten till Arlanda. Där vilar planet på ett betongfundament, och landställen är placerade i två stålvaggor. I början av 2009 öppnade vandrarhemmet för allmänheten. Det var då världens enda allmänna boende av den flygplanstypen. Efter tre års verksamhet började vandrarhemmet att gå med vinst.
Företaget som drev vandrahemmet inledde en konkurs den 30 januari 2025. Den 21 mars 2025 stängde Jumbo Stay. Framtiden för flygplanet var då fortfarande oviss.